# Tommy Engstrand
Tommy Clarence Engstrand, född 30 september 1939 i Stockholm, död 18 juli 2021 i Oscars distrikt i Stockholm, var en svensk programledare i TV samt sportjournalist. Engstrand var en av "Hylands pojkar", med vilket menas att han fick hela sin etermediaskolning av Lennart Hyland.

## Karriär

### Sportjournalistik
Tommy Engstrand arbetade under 20 år på både Sveriges Television och Sveriges Radio med sport, nyheter och underhållning. Han rekryterades till sportredaktionen på Sveriges Radio 1969 av Lennart Hyland. Som chef för Radiosporten fick han 1984 Stora journalistpriset.
Som referent på Radiosporten gjorde han flera minnesvärda referat, bland annat den snöiga matchen i Gelsenkirchen 1973, där Sverige besegrade Österrike med 2–1 och gick vidare till fotbolls-VM i Västtyskland 1974. Han är även ihågkommen för det känslosamma referatet från mötet mellan Västtyskland och Portugal 16 oktober 1985, en match som skulle besegla Sveriges öde i kvalet inför fotbolls-VM i Mexiko 1986. Med två minuter kvar uttryckte han ett citat som etsat sig fast hos fotbollssupportrar: "Portugal leder med 1–0 och jag ger er inget hopp".
Senare var han frilansande journalist och han kommenterade bland annat en del fotbolls- och tennismatcher på Viasat Sport, där han också hade intervjuprogrammet Engstrand 45 minuter.

### Underhållningsprogram

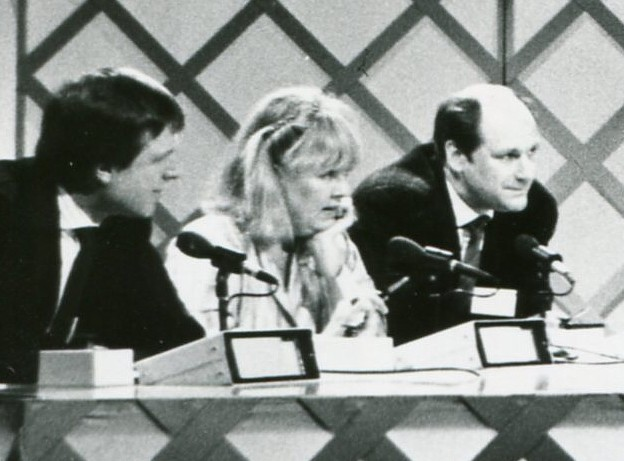
Tommy Engstrand (till vänster) med Monica Dominique och Tomas Bolme i TV-programmet Babbel 1986.

Engstrand var en flitig deltagare i Ingvar Oldsbergs program På spåret, där han vann två gånger. Under slutet av 1980-talet ledde han tillsammans med Bengt Bedrup, Pa Neumüller och Monica Dominique SVT:s omdiskuterade underhållningsprogram Zick Zack. Innan dess var han tillsammans med bland andra Lennart Swahn programledare för det populära programmet Razzel.